# Talayuelas
Talayuelas község Spanyolországban, Cuenca tartományban. Talayuelas Sinarcas, Aliaguilla, Garaballa, Landete, Graja de Campalbo, Santa Cruz de Moya és Tuéjar községekkel határos. Lakosainak száma 882 fő (2024).

## Népesség
A település népessége az utóbbi években az alábbiak szerint változott:
| Lakosok száma | 1170 | 1144 | 1101 | 1048 | 1053 | 957  | 910  | 878  | 849  | 882  |
|               | 2001 | 2004 | 2006 | 2009 | 2011 | 2014 | 2016 | 2019 | 2021 | 2024 |